# Crassolabium australe
Crassolabium australe är en rundmaskart som beskrevs av Yeates 1967. Crassolabium australe ingår i släktet Crassolabium och familjen Qudsianematidae. Inga underarter finns listade i Catalogue of Life.